# Mescalero (volk)

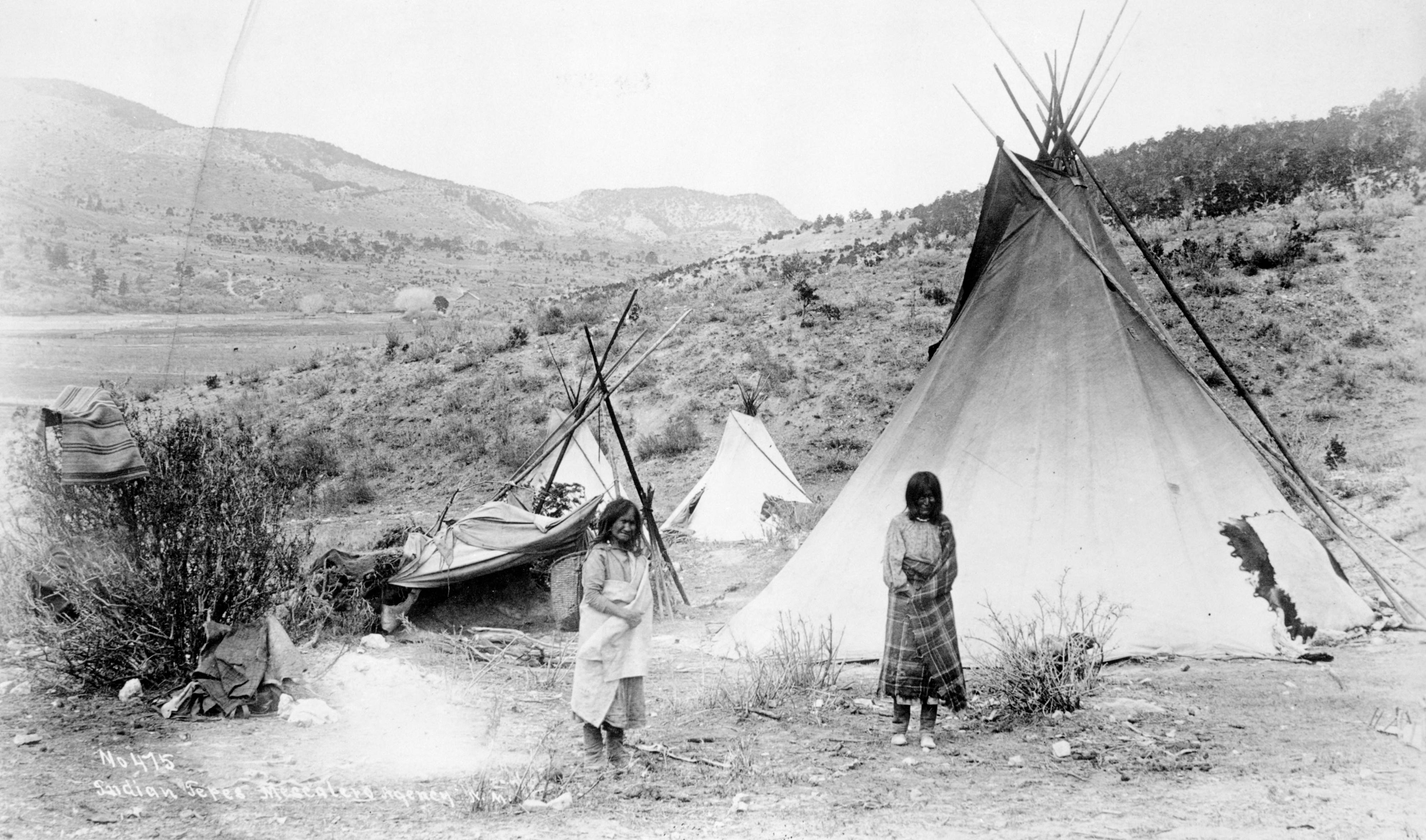
Mescalero tipi's

De Mescalero of Mescalero Apaches zijn een inheems Amerikaans volk, behorende tot de zuidwestelijke Athabaskische taalgroep. Tegenwoordig leven zij in het Mescalero Apache Indian Reservation in zuid-centraal New Mexico.
De Mescalero lieten ook andere Apache-volken toetreden tot hun groep, zoals de Chiricahua die gevangengenomen waren in Fort Sill, de Oklahoma en de Lipan Apaches. De Reorganization Act van 1936 consolideerde deze toestand zodat deze stammen in het reservaat mochten blijven.